# Epharmottomena plumbizonata
Epharmottomena plumbizonata är en fjärilsart som beskrevs av W. Warren 1913. Epharmottomena plumbizonata ingår i släktet Epharmottomena och familjen nattflyn. Inga underarter finns listade i Catalogue of Life.